# Radamés González
Radamés González (Radamés González Tamayo; * 4. Februar 1956 in Río Cauto) ist ein ehemaliger kubanischer Marathonläufer.
Bei den Zentralamerika- und Karibikspielen 1978 wurde er Vierter.
1979 siegte er bei den Panamerikanischen Spielen in San Juan in 2:24:10 h und beim 30-km-Straßenlauf der Zentralamerika- und Karibikmeisterschaften.
1980 blieb er als Elfter beim Karl-Marx-Stadt-Marathon mit 2:16:15 h als erster Kubaner unter der 2:20-Stunden-Marke. Bei den Olympischen Spielen 1980 in Moskau erreichte er nicht das Ziel.
Einem Sieg beim Marathon der Zentralamerika- und Karibikmeisterschaften 1981 folgte im Jahr darauf ein fünfter Platz in Karl-Marx-Stadt und Silber bei den Zentralamerika- und Karibikspielen 1982. 1984 wurde er Zweiter in Karl-Marx-Stadt, und 1985 siegte er bei einem Marathon in Havanna mit einer weiteren nationalen Bestzeit von 2:15:23 h.
1986 wurde er Vierter beim Sevilla-Marathon und gewann erneut Silber bei den Zentralamerika- und Karibikspielen.
1988 gewann er den Budapest-Marathon, holte Bronze bei den Iberoamerikanischen Meisterschaften und stellte als Sieger beim Calvià-Marathon mit 2:13:08 h seinen dritten kubanischen Rekord sowie den aktuellen Streckenrekord auf. Beim IAAF-Weltcup-Marathon 1989 kam er auf den 15. Platz.
1990 gewann er den Valencia-Marathon. 1991 errang er Bronze bei den Panamerikanischen Spielen in Havanna und siegte beim Mexiko-Stadt-Marathon.